# Eu (Sekwana Nadmorska)
Eu – miejscowość i gmina we Francji, w regionie Normandia, w departamencie Sekwana Nadmorska.
Według danych na rok 1999 gminę zamieszkiwały 8081 osoby, a gęstość zaludnienia wynosiła 450 osób/km² (wśród 1421 gmin Górnej Normandii Eu plasuje się na 38. miejscu pod względem liczby ludności, natomiast pod względem powierzchni na miejscu 77.).